# Бояновский, Михаил Паулинович
Михаил Паулинович Бояновский (pl. Michał Bojanowski, 23 февраля 1865, Плоцкая губерния  — 19 января 1932, Варшавское воеводство) — помещик,  депутат Государственной думы II созыва от Плоцкой губернии.

## Биография
Польский дворянин. Отец — Паулин Бояновский герба Юноша (1828—1899), мать — Юлия, урождённая Светоховская (1840—?). В 1884 году, окончив философский класс Плоцкой гимназии, поступил в Институт сельского и лесного хозяйства в Новоалександрии. Там стал членом Польского союза молодежи «Зет». За участие в студенческих беспорядках в Новоалександрии был исключён из института во время выпускных экзаменов. В 1887 году вступил в национальную молодежную организацию при Польской Лиге. Посвятив два года сельскохозяйственной практике в основанной вместе с коллегами компании на арендованном имении Врогоцин в окрестностях Плоцка, организовал там польскую школу. За это был арестован в 1892 году по обвинению в антиправительственной деятельности и приговорён к шести месяцам тюремного заключения в Санкт-Петербурге. После освобождения поселился в поместье своего отца в Клицах (первые несколько лет находился под надзором полиции). В 1893 году стал членом Национальной лиги (Liga Narodowa). Начиная с 1899 года член Национальной ассоциации образования. В 1902 году основал первое сельскохозяйственное общество — Компанию торговых связей (Spółka Handlowa Łączność). Избран членом правления Крестьянского губернского общества в Плоцке, участвовал в работе Национального просветительского общества, организовал несколько его кружков. В 1905 году способствовал переходу на польский язык ведения гминных книг в Цеханове, за что был оштрафован и вынужден покинуть страну. Один из создателей организаций Польской школы «Матица» («Отчизна»), входил в её руководство. Занимался сельским хозяйством в своём имении Редки Цехановского уезда Плоцкой губернии, владел землями площадью 600 десятин.
6 февраля 1907 года был избран во Государственную думу II созыва от общего состава выборщиков Плоцкого губернского избирательного собрания. Вошёл в состав Польского коло. Состоял в думской комиссии о помощи безработным. Заметной активности в работе Думы не проявил.
После разгона Думы вошёл в правление Сельскохозяйственного общества в городе Цеханов. Во время Первой мировой войны член губернского Гражданского комитета в Плоцкой губернии. Во время германской оккупации Царства Польского продолжал активную политическую деятельность. Как член наблюдательного совета польской школы 1905—1907 годов, после возобновления его работы в 1916 году стал инициатором создания 10 начальных школ в Плоцке и Цеханове. Член уездного и губернского Комитета Граждан, член отдела самопомощи землевладельцев Центрального сельскохозяйственного общества. В 1918 году избран уполномоченным по Цехановскому округу на выборах в Государственный совет. В 1919—1922 года член Законодательного сейма, получил мандат по списку № 8 Народно-национального союза (Związek Ludowo-Narodowy (ZLN)) в избирательном округе № 4 (Цеханов). В 1922—1927 годах член Сената, мандат получил по списку № 8 Варшавского воеводства. Член Высшего Совета Национальной лиги, в 1928 году стал членом правления Национальной партии (Stronnictwo Narodowe).
Умер 9 января 1932 года в Клице Цеханувского повята и был похоронен в семейной гробнице в Лекове.

## Семья
- Жена (c 1892) — Ядвига Тереза, урождённая Рудовская (1866—1944)[3]
  - Сын — Ян (1893—1973).
  - Сын — Станислав (1894—1959), депутат Сейма (1930—1935)[1].
  - Сын — Тадеуш (1896—1979)
  - Дочь — Ядвига, в замужестве Свидерская (1898—1958)[1].
  - Дочь — Мария, в замужестве Завадская (1900—1972)[1].
  - Сын — Шимон (16 октября 1902 — 13—14 апреля 1940), химик, директор коксового завода в Ожегуве, поручик запаса, содержался в Козельском лагере военнопленных, расстрелян в Катыни[4][5].
  - Сын — Михал (1904—1975).
  - Дочь — Зофья, в замужестве Вышинская (1908—1995)[1].

### Архивы
- Российский государственный исторический архив. Фонд 1278. Опись 1 (2-й созыв). Дело 47; Дело 620. Лист 2, 3.